# Canal de Craponne

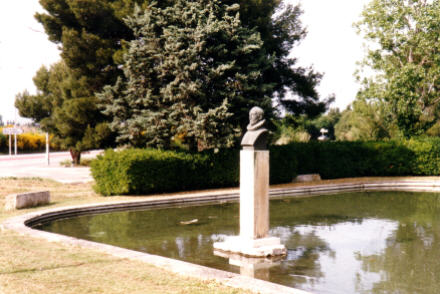
Basin van het Canal de Craponne in Lamanon, met standbeeld van Adam de Craponne

Het Canal de Craponne is een irrigatiekanaal in de Provence. Het werd in de 16e eeuw aangelegd door Adam de Craponne, en na zijn dood door de gebroers Ravel. Het kanaal voert water van de Durance naar de vlakte van de Crau via de pertuis de Lamanon, de oorspronkelijke doorgang van de rivier naar de Middellandse Zee.  Het zorgt nog steeds voor de irrigatie van de hele streek ten oosten van Arles. Op het kanaal werden ook watermolens gebouwd. Nabij Arles gebruikten de ingenieurs resten van de aquaduct van Pont-de-Crau als fundament.